# Pixel Watch 3
Pixel Watch 3是一款搭載Wear OS的智慧手表，該手表由Google设计、开发和销售，也是Google Pixel产品线的一部分。
Pixel Watch 3於2024年8月13日在Made by Google活动上亮相，并于9月10日在美国发售。